# Suddivisione amministrativa dello Shanxi
La provincia dello Shanxi è suddivisa amministrativamente nei seguenti tre livelli:
- 11 prefetture (地区 dìqū)
  - 11 città con status di prefettura
- 119 contee (县 xiàn)
  - 11 città con status di contea (县级市 xiànjíshì)
  - 85 contee
  - 23 distretti (市辖区 shìxiáqū)
- 1386 città (镇 zhèn)
  - 564 città (镇 zhèn)
  - 634 comuni (乡 xiāng)
  - 188 sotto-distretti (街道办事处 jiēdàobànshìchù)

| Prefettura                   | Contee, distretti e città | Contee, distretti e città | Contee, distretti e città |
| Prefettura                   | Nome                      | Cinese (S)                | Pinyin                    |
| ---------------------------- | ------------------------- | ------------------------- | ------------------------- |
| Taiyuan 太原市 Tàiyuán Shì   | Distretto di Xinghualing  | 杏花岭区                  | Xìnghuālǐng Qū            |
| Taiyuan 太原市 Tàiyuán Shì   | Distretto di Xiaodian     | 小店区                    | Xiǎodiàn Qū               |
| Taiyuan 太原市 Tàiyuán Shì   | Distretto di Yingze       | 迎泽区                    | Yíngzé Qū                 |
| Taiyuan 太原市 Tàiyuán Shì   | Distretto di Jiancaoping  | 尖草坪区                  | Jiāncǎopíng Qū            |
| Taiyuan 太原市 Tàiyuán Shì   | Distretto di Wanbailin    | 万柏林区                  | Wànbǎilín Qū              |
| Taiyuan 太原市 Tàiyuán Shì   | Distretto di Jinyuan      | 晋源区                    | Jìnyuán Qū                |
| Taiyuan 太原市 Tàiyuán Shì   | Contea di Qingxu          | 清徐县                    | Qīngxú Xiàn               |
| Taiyuan 太原市 Tàiyuán Shì   | Contea di Yangqu          | 阳曲县                    | Yángqǔ Xiàn               |
| Taiyuan 太原市 Tàiyuán Shì   | Contea di Loufan          | 娄烦县                    | Lóufán Xiàn               |
| Taiyuan 太原市 Tàiyuán Shì   | Gujiao                    | 古交市                    | Gǔjiāo Shì                |
| Datong 大同市 Dàtóng Shì     | Distretto di Pingcheng    | 城区                      | Chéng Qū                  |
| Datong 大同市 Dàtóng Shì     | Distretto di Yungang      | 矿区                      | Kuàng Qū                  |
| Datong 大同市 Dàtóng Shì     | Distretto di Xinrong      | 南郊区                    | Nánjiāo Qū                |
| Datong 大同市 Dàtóng Shì     | Distretto di Yunzhou      | 新荣区                    | Xīnróng Qū                |
| Datong 大同市 Dàtóng Shì     | Contea di Yanggao         | 阳高县                    | Yánggāo Xiàn              |
| Datong 大同市 Dàtóng Shì     | Contea di Tianzhen        | 天镇县                    | Tiānzhèn Xiàn             |
| Datong 大同市 Dàtóng Shì     | Contea di Guangling       | 广灵县                    | Guǎnglíng Xiàn            |
| Datong 大同市 Dàtóng Shì     | Contea di Lingqiu         | 灵丘县                    | Língqiū Xiàn              |
| Datong 大同市 Dàtóng Shì     | Contea di Hunyuan         | 浑源县                    | Húnyuán Xiàn              |
| Datong 大同市 Dàtóng Shì     | Contea di Zuoyun          | 左云县                    | Zuǒyún Xiàn               |
| Shuozhou 朔州市 Shuòzhōu Shì | Distretto di Shuocheng    | 朔城区                    | Shuòchéng Qū              |
| Shuozhou 朔州市 Shuòzhōu Shì | Distretto di Pinglu       | 平鲁区                    | Pínglǔ Qū                 |
| Shuozhou 朔州市 Shuòzhōu Shì | Contea di Shanyin         | 山阴县                    | Shānyīn Xiàn              |
| Shuozhou 朔州市 Shuòzhōu Shì | Contea di Ying            | 应县                      | Yìng Xiàn                 |
| Shuozhou 朔州市 Shuòzhōu Shì | Contea di Youyu           | 右玉县                    | Yòuyù Xiàn                |
| Shuozhou 朔州市 Shuòzhōu Shì | Huairen                   | 怀仁市                    | Huáirén Shì               |
| Yangquan 阳泉市 Yángquán Shì | Distretto di Cheng        | 城区                      | Chéng Qū                  |
| Yangquan 阳泉市 Yángquán Shì | Distretto di Kuang        | 矿区                      | Kuàng Qū                  |
| Yangquan 阳泉市 Yángquán Shì | Distretto di Jiao         | 郊区                      | Jiāo Qū                   |
| Yangquan 阳泉市 Yángquán Shì | Contea di Pingding        | 平定县                    | Píngdìng Xiàn             |
| Yangquan 阳泉市 Yángquán Shì | Contea di Yu              | 盂县                      | Yù Xiàn                   |
| Changzhi 长治市 Chángzhì Shì | Distretto di Luzhou       | 潞州区                    | Lùzhōu Qū                 |
| Changzhi 长治市 Chángzhì Shì | Distretto di Lucheng      | 潞城区                    | Lùchéng Qū                |
| Changzhi 长治市 Chángzhì Shì | Distretto di Shangdang    | 上党区                    | Shàngdǎng Qū              |
| Changzhi 长治市 Chángzhì Shì | Distretto di Tunliu       | 屯留区                    | Túnliú Qū                 |
| Changzhi 长治市 Chángzhì Shì | Contea di Xiangyuan       | 襄垣县                    | Xiāngyuán Xiàn            |
| Changzhi 长治市 Chángzhì Shì | Contea di Pingshun        | 平顺县                    | Píngshùn Xiàn             |
| Changzhi 长治市 Chángzhì Shì | Contea di Licheng         | 黎城县                    | Líchéng Xiàn              |
| Changzhi 长治市 Chángzhì Shì | Contea di Huguan          | 壶关县                    | Húguān Xiàn               |
| Changzhi 长治市 Chángzhì Shì | Contea di Zhangzi         | 长子县                    | Zhǎngzǐ Xiàn              |
| Changzhi 长治市 Chángzhì Shì | Contea di Wuxiang         | 武乡县                    | Wǔxiāng Xiàn              |
| Changzhi 长治市 Chángzhì Shì | Contea di Qin             | 沁县                      | Qìn Xiàn                  |
| Changzhi 长治市 Chángzhì Shì | Contea di Qinyuan         | 沁源县                    | Qìnyuán Xiàn              |
| Jincheng 晋城市 Jìnchéng Shì | Distretto di Cheng        | 城区                      | Chéng Qū                  |
| Jincheng 晋城市 Jìnchéng Shì | Contea di Zezhou          | 泽州县                    | Zézhōu Xiàn               |
| Jincheng 晋城市 Jìnchéng Shì | Contea di Qinshui         | 沁水县                    | Qìnshuǐ Xiàn              |
| Jincheng 晋城市 Jìnchéng Shì | Contea di Yangcheng       | 阳城县                    | Yángchéng Xiàn            |
| Jincheng 晋城市 Jìnchéng Shì | Contea di Lingchuan       | 陵川县                    | Língchuān Xiàn            |
| Jincheng 晋城市 Jìnchéng Shì | Gaoping                   | 高平市                    | Gāopíng Shì               |
| Xinzhou 忻州市 Xīnzhōu Shì   | Distretto di Xinfu        | 忻府区                    | Xīnfǔ Qū                  |
| Xinzhou 忻州市 Xīnzhōu Shì   | Contea di Dingxiang       | 定襄县                    | Dìngxiāng Xiàn            |
| Xinzhou 忻州市 Xīnzhōu Shì   | Contea di Wutai           | 五台县                    | Wǔtái Xiàn                |
| Xinzhou 忻州市 Xīnzhōu Shì   | Contea di Dai             | 代县                      | Dài Xiàn                  |
| Xinzhou 忻州市 Xīnzhōu Shì   | Contea di Fanshi          | 繁峙县                    | Fánshì Xiàn               |
| Xinzhou 忻州市 Xīnzhōu Shì   | Contea di Ningwu          | 宁武县                    | Níngwǔ Xiàn               |
| Xinzhou 忻州市 Xīnzhōu Shì   | Contea di Jingle          | 静乐县                    | Jìnglè Xiàn               |
| Xinzhou 忻州市 Xīnzhōu Shì   | Contea di Shenchi         | 神池县                    | Shénchí Xiàn              |
| Xinzhou 忻州市 Xīnzhōu Shì   | Contea di Wuzhai          | 五寨县                    | Wǔzhài Xiàn               |
| Xinzhou 忻州市 Xīnzhōu Shì   | Contea di Kelan           | 岢岚县                    | Kělán Xiàn                |
| Xinzhou 忻州市 Xīnzhōu Shì   | Contea di Hequ            | 河曲县                    | Héqǔ Xiàn                 |
| Xinzhou 忻州市 Xīnzhōu Shì   | Contea di Baode           | 保德县                    | Bǎodé Xiàn                |
| Xinzhou 忻州市 Xīnzhōu Shì   | Contea di Pianguan        | 偏关县                    | Piānguān Xiàn             |
| Xinzhou 忻州市 Xīnzhōu Shì   | Yuanping                  | 原平市                    | Yuánpíng Shì              |
| Jinzhong 晋中市 Jìnzhōng shì | Distretto di Yuci         | 榆次区                    | Yúcì Qū                   |
| Jinzhong 晋中市 Jìnzhōng shì | Contea di Taigu           | 太谷县                    | Tàigǔ Xiàn                |
| Jinzhong 晋中市 Jìnzhōng shì | Contea di Yushe           | 榆社县                    | Yúshè Xiàn                |
| Jinzhong 晋中市 Jìnzhōng shì | Contea di Zuoquan         | 左权县                    | Zuǒquán Xiàn              |
| Jinzhong 晋中市 Jìnzhōng shì | Contea di Heshun          | 和顺县                    | Héshùn Xiàn               |
| Jinzhong 晋中市 Jìnzhōng shì | Contea di Xiyang          | 昔阳县                    | Xīyáng Xiàn               |
| Jinzhong 晋中市 Jìnzhōng shì | Contea di Shouyang        | 寿阳县                    | Shòuyáng Xiàn             |
| Jinzhong 晋中市 Jìnzhōng shì | Contea di Qi              | 祁县                      | Qí Xiàn                   |
| Jinzhong 晋中市 Jìnzhōng shì | Contea di Pingyao         | 平遥县                    | Píngyáo Xiàn              |
| Jinzhong 晋中市 Jìnzhōng shì | Contea di Lingshi         | 灵石县                    | Língshí Xiàn              |
| Jinzhong 晋中市 Jìnzhōng shì | Jiexiu                    | 介休市                    | Jièxiū Shì                |
| Linfen 临汾市 Línfén Shì     | Distretto di Yaodu        | 尧都区                    | Yáodū Qū                  |
| Linfen 临汾市 Línfén Shì     | Contea di Quwo            | 曲沃县                    | Qǔwò Xiàn                 |
| Linfen 临汾市 Línfén Shì     | Contea di Yicheng         | 翼城县                    | Yìchéng Xiàn              |
| Linfen 临汾市 Línfén Shì     | Contea di Xiangfen        | 襄汾县                    | Xiāngfén Xiàn             |
| Linfen 临汾市 Línfén Shì     | Contea di Hongdong        | 洪洞县                    | Hóngdòng Xiàn             |
| Linfen 临汾市 Línfén Shì     | Contea di Gu              | 古县                      | Gǔ Xiàn                   |
| Linfen 临汾市 Línfén Shì     | Contea di Anze            | 安泽县                    | Ānzé Xiàn                 |
| Linfen 临汾市 Línfén Shì     | Contea di Fushan          | 浮山县                    | Fúshān Xiàn               |
| Linfen 临汾市 Línfén Shì     | Contea di Ji              | 吉县                      | Jí Xiàn                   |
| Linfen 临汾市 Línfén Shì     | Contea di Xiangning       | 乡宁县                    | Xiāngníng Xiàn            |
| Linfen 临汾市 Línfén Shì     | Contea di Pu              | 蒲县                      | Pú Xiàn                   |
| Linfen 临汾市 Línfén Shì     | Contea di Daning          | 大宁县                    | Dàníng Xiàn               |
| Linfen 临汾市 Línfén Shì     | Contea di Yonghe          | 永和县                    | Yǒnghé Xiàn               |
| Linfen 临汾市 Línfén Shì     | Contea di Xi              | 隰县                      | Xí Xiàn                   |
| Linfen 临汾市 Línfén Shì     | Contea di Fenxi           | 汾西县                    | Fénxī Xiàn                |
| Linfen 临汾市 Línfén Shì     | Houma                     | 侯马市                    | Hóumǎ Shì                 |
| Linfen 临汾市 Línfén Shì     | Huozhou                   | 霍州市                    | Huòzhōu Shì               |
| Yuncheng 运城市 Yùnchéng Shì | Distretto di Yanhu        | 盐湖区                    | Yánhú Qū                  |
| Yuncheng 运城市 Yùnchéng Shì | Contea di Ruicheng        | 芮城县                    | Ruìchéng Xiàn             |
| Yuncheng 运城市 Yùnchéng Shì | Contea di Linyi           | 临猗县                    | Línyī Xiàn                |
| Yuncheng 运城市 Yùnchéng Shì | Contea di Wanrong         | 万荣县                    | Wànróng Xiàn              |
| Yuncheng 运城市 Yùnchéng Shì | Contea di Xinjiang        | 新绛县                    | Xīnjiàng Xiàn             |
| Yuncheng 运城市 Yùnchéng Shì | Contea di Jishan          | 稷山县                    | Jìshān Xiàn               |
| Yuncheng 运城市 Yùnchéng Shì | Contea di Wenxi           | 闻喜县                    | Wénxǐ Xiàn                |
| Yuncheng 运城市 Yùnchéng Shì | Contea di Xia             | 夏县                      | Xià Xiàn                  |
| Yuncheng 运城市 Yùnchéng Shì | Contea di Jiang           | 绛县                      | Jiàng Xiàn                |
| Yuncheng 运城市 Yùnchéng Shì | Contea di Pinglu          | 平陆县                    | Pínglù Xiàn               |
| Yuncheng 运城市 Yùnchéng Shì | Contea di Yuanqu          | 垣曲县                    | Yuánqǔ Xiàn               |
| Yuncheng 运城市 Yùnchéng Shì | Yongji                    | 永济市                    | Yǒngjì Shì                |
| Yuncheng 运城市 Yùnchéng Shì | Hejin                     | 河津市                    | Héjīn Shì                 |
| Lüliang 吕梁市 Lǚlíang Shì   | Distretto di Lishi        | 离石区                    | Líshí Qū                  |
| Lüliang 吕梁市 Lǚlíang Shì   | Contea di Wenshui         | 文水县                    | Wénshuǐ Xiàn              |
| Lüliang 吕梁市 Lǚlíang Shì   | Contea di Zhongyang       | 中阳县                    | Zhōngyáng Xiàn            |
| Lüliang 吕梁市 Lǚlíang Shì   | Contea di Xing            | 兴县                      | Xīng Xiàn                 |
| Lüliang 吕梁市 Lǚlíang Shì   | Contea di Lin             | 临县                      | Lín Xiàn                  |
| Lüliang 吕梁市 Lǚlíang Shì   | Contea di Fangshan        | 方山县                    | Fāngshān Xiàn             |
| Lüliang 吕梁市 Lǚlíang Shì   | Contea di Liulin          | 柳林县                    | Liǔlín Xiàn               |
| Lüliang 吕梁市 Lǚlíang Shì   | Contea di Lan             | 岚县                      | Lán Xiàn                  |
| Lüliang 吕梁市 Lǚlíang Shì   | Contea di Jiaokou         | 交口县                    | Jiāokǒu Xiàn              |
| Lüliang 吕梁市 Lǚlíang Shì   | Contea di Jiaocheng       | 交城县                    | Jiāochéng Xiàn            |
| Lüliang 吕梁市 Lǚlíang Shì   | Contea di Shilou          | 石楼县                    | Shílóu Xiàn               |
| Lüliang 吕梁市 Lǚlíang Shì   | Xiaoyi                    | 孝义市                    | Xiàoyì Shì                |
| Lüliang 吕梁市 Lǚlíang Shì   | Fenyang                   | 汾阳市                    | Fényáng Shì               |